# Ride 'Em Cowboy
Ride 'Em Cowboy este un film de comedie american din 1942 regizat de Arthur Lubin. În rolurile principale joacă actorii Bud Abbott, Lou Costello și Dick Foran.

## Distribuție
- Bud Abbott ca Duke
- Lou Costello ca Willoughby
- Dick Foran ca Bronco Bob Mitchell
- Anne Gwynne ca Anne Shaw
- Johnny Mack Brown ca Alabam Brewster
- Ella Fitzgerald ca Ruby
- Samuel S. Hinds ca Sam Shaw
- Douglass Dumbrille ca Jake Rainwater
- Morris Ankrum  ca Ace Anderson

## Legături ecterne
- Ride 'Em Cowboy la Internet Movie Database
- Ride 'Em Cowboy la Allmovie
- Ride 'Em Cowboy la TCM Movie Database